# Deileptenia aurichalcea
Deileptenia aurichalcea är en fjärilsart som beskrevs av Dioszeghy 1930. Deileptenia aurichalcea ingår i släktet Deileptenia och familjen mätare. Inga underarter finns listade i Catalogue of Life.